# 兎田ぺこら
兎田 ぺこら（うさだ ぺこら、英: Usada Pekora、中: 兔田 佩克拉）は、日本のバーチャルYouTuber。ホロライブ3期生。

## 概要
誕生日は1月12日。身長153センチ。血液型はB型。挨拶は「こんぺこ！こんぺこ！こんぺこー！ ホロライブ3期生の兎田ぺこらぺこ〜！ どうも〜どうも〜」など。愛称は「ぺこーら」など。
2019（令和元）年7月17日にYouTubeにて初配信する。寂しがり屋な性格。頭部には「うさ耳」が生えている。実家はにんじん農家で、にんじんがとても好きなため、いつでも食べられるように、ポケットと髪の毛ににんじんを挿して持ち歩いている。首に巻き付いてるマフラー状のうさぎの名前は「どんちゃん」。
キャラクターデザインは憂姫はぐれ、2Dモデル作成はrariemonnがそれぞれ担当。
ファンネームは「野うさぎ同盟」、メンバーシップネームは「兎田ふぁみりあ」。
もともとアイドルが好きで、特にBerryz工房の嗣永桃子のファンであり、自身が落ち込んだときに音楽や映像から元気をもらっていたという。自分も誰かに元気を与えられるような存在になりたいと思い、VTuberを目指した。
配信内容は、ゲーム実況、歌、雑談などが多く、視聴者のコメントを積極的に拾い、近い距離感でコミュニケーションを取る姿勢が評価されている。視聴者や共演者からいじられる「ぺこ虐」も楽しまれている。
語尾や文中に「ぺこ」をつける独特な話し方と、笑い声が特徴的。配信中は、基本的にお調子者で、視聴者のコメントに対して強気な反応を返すこともある。オフコラボでは、自身の配信と比べて落ち着いた態度のことが多く、ネット弁慶な面がある。同期の宝鐘マリンからは、配信では芸人のように騒がしいコミュニケーションをとるが、配信外では落ち着いており、優しいと評価される。
明利酒類の百年梅酒を愛飲している。配信中でも愛飲しており、2020（令和2）年11月には蒼樹うめによるイラストを用いた百年梅酒のコラボレーション商品が発売された。
YouTube年間スーパーチャットランキングでは、2020（令和2）年に世界3位、2021（令和3）年には世界4位にランクインした。

## 来歴

### 2019（令和元）年
- 7月7日 - ホロライブ3期生「ホロライブファンタジー」としてデビューすることが発表[3][18]。
- 7月17日 - YouTubeにて初配信。デビュー[1]。
- 12月14日 - 3Dモデルのお披露目放送を実施[19]。
- 12月28日 - YouTubeのチャンネル登録者数が10万人を突破[20]。

### 2020（令和2）年
- 1月2日 - 正月衣装のLive2Dを披露[21]。
- 12月4日 - YouTubeのチャンネル登録者数が100万人を突破[11]。

### 2021（令和3）年
- 1月12日 - 自身の誕生日に1stオリジナルソング「ぺこらんだむぶれいん!」が公開。翌13日に配信開始。また同日、2020年に最も視聴された女性ストリーマーのランキング（発表：DEXERTO.COM）で世界4位にランクイン[12][22]。

### 2022（令和4）年
- 2月2日 - 2021年に最も視聴された女性ストリーマーのランキング（発表：Stream Hatchet）で世界3位に入った[23][24]。

- 5月4日 - 声帯結節の治療のため活動休止[25]。
- 6月4日 - 前述の治療より復帰し、1か月ぶりに配信活動を再開[26]。

### 2023（令和5）年
- 1月1日～ - うさぎ年にちなみ、「全人類兎化計画」をスタート。企業とのコラボ、楽曲リリースなどを行い、12月6日には有明アリーナにてソロライブを行った[27][28]。
- 4月1日 - エイプリルフールの企画とし、実母（通称：ぺこらマミー）がVTuberデビュー。親子で配信を行った。同配信は最大同時接続者数が18万人を超えた[29][30]。

## 主な出演

### ライブ・イベント
※はインターネット配信
- スパイスライブ！（2020年10月18日 ※YouTubeオンラインライブ） - 出演：スパイスラブ（大空スバル、湊あくあ、兎田ぺこら）、日清食品カレーメシとのコラボ[31][32][33]。
- 「hololive IDOL PROJECT 1st Live.『Bloom,』」（2021年2月17日、東京ガーデンシアター）[34]
- HOLOLIVE FANTASY 1st LIVE FAN FUN ISLAND（2021年11月25日 TOKYO DOME CITY HALL・SPWN）[35]
- Blue Journey 1st Live「夜明けのうた」（2023年9月13日、東京ガーデンシアター）[36]
- 湖池屋ストロング - 出演：HIKAKINとコラボ[37][38]。
- hololive GAMERS fes. 超超超超ゲーマーズ（2024年5月25日、国立代々木競技場）[39]
- DMMオンクレpresents にじホロ交流戦2025 (2025年5月24日・25日、HOKKAIDO BALLPARK F VILLAGE エスコンフィールドHOKKAIDO)　にじさんじとホロライブの初のリアルオフイベントとして開催された[40] [41] [42]。

#### ソロライブ
- 1st兎⽥ぺこらいぶ「うさぎ the MEGAMI!!」（2023年12月6日、有明アリーナ）[43]

#### ホロライブ全体ライブ
- 「hololive 1st fes. ノンストップ・ストーリー」（2020年1月24日、豊洲PIT）[44]
- 「hololive 2nd fes. Beyond the Stage Supported By Bushiroad」STAGE1（2020年12月21日、※ニコニコ公式有料生放送&SPWN）[45]
- 「hololive 3rd fes. Link Your Wish Supported By ヴァイスシュヴァルツ」DAY2（2022年3月20日、幕張メッセ）[46]
- 「hololive 4th fes. Our Bright Parade Supported By Bushiroad」DAY2（2023年3月19日、幕張メッセ）[47]
- 「hololive 5th fes. Capture the Moment Supported By Bushiroad」（2024年3月16日 - 3月17日、幕張メッセ）[48]
- 「hololive 6th fes. Color Rise Harmony」（2025年3月8日 - 3月9日、幕張メッセ）[49][50][51]

### ゲーム
- WACCA - 「ぺこみこ大戦争！！」及びボイスを収録[52]。
- D4DJ Groovy Mix
  - 「ぺこらんだむぶれいん！」
  - 「全人類　兎化計画!」
- ドラゴンクエスト トレジャーズ 蒼き瞳と大空の羅針盤 （2022年） - ペコット 役[53]。
- 妖怪ウォッチ ぷにぷに（2022年8月1日 - 16日）コラボイベント期間にゲーム内キャラクターとして追加[54]。
- 「ホロライブお宝マウンテン」 - 新DLCで実況キャラクターとして追加された[55]。
- DEATH STRANDING 2: ON THE BEACH（2025年） - ゲストプレッパーズとしてカメオ出演[56]。

### CM
- 日清カレーメシ（2021年7月11日 - 、日清食品）[57][58]
- PlayStation30周年特別CM（2025年3月） - 声優として出演した[59][60]。

### 漫画
- 全ちゃおっ娘兎化計画！〜VTuber兎田ぺこらの侵略ぺこ！〜（『ちゃおプラス』2023年12月15日） - 前後編[61]。

### 雑誌
- 『VTuberスタイル』2023年12月号、アプリスタイル、2023年11月28日。ASIN B0CL9V4DJ1。 - 表紙、巻頭特集[62]。

## タイアップ
- Steamプリペイドカードとのコラボ配信（2019年11月27日、ライブ配信）[63]
- 朗読劇『選ばれなかった勇者の花嫁』実況中継（2020年10月4日、ライブ配信） - 同時視聴・実況[64][65]。
- 明利酒類（2020年11月25日） - 兎田ぺこら×百年梅酒コラボ商品が描き下ろしイラストラベルで発売[66]。
- カウンターサイド（2021年12月） - サービス開始を記念した企画において生放送を実施[67]。また公式生放送にも出演[67]。
- 「hololive night」（2024年7月5日） - ドジャースとのコラボレーション企画に参加した[68]。
- DEATH STRANDING 2: ON THE BEACH（デススト2）（2025年6月22日） - 配達人としてゲスト出演。6月26日より発売。また、特別配送と称しホロライブプロダクション公式ショップ配送の梱包が、数量限定でゲーム内に登場するダメージセンサーテープ仕様となる[69][70]。ホロライブ公式YouTubeチャンネル内の「ホロぐら」にてスペシャルエピソードも公開し、自身のYouTubeチャンネルでも実況配信をするとしている[71]。
- 荒野行動「荒野でホロ活」（6月27日～7月17日） - 同じくホロライブに所属する白上フブキ、白銀ノエル、獅白ぼたん、ラプラス・ダークネスと共に、各衣装を再現した衣装スキンや各タレントをモチーフにした銃器や乗り物スキンなどが実装。他に、人気楽曲が流れる特別演出やガチャ30連分、ボイスパックなど各種特典も用意されている。また、生配信イベント「荒野ホロ杯2025～hololive最強決定戦～」なども各タレントのYouTubeチャンネルにて開催。こちらはロボ子さん、姫森ルーナ、桃鈴ねね、風真いろは、水宮枢らも参加した[72]。

## ディスコグラフィ
○出典：hololive（ホロライブ）公式サイト

### 兎田ぺこら
| 発売日         | タイトル               | 品番     | 出典   |
| -------------- | ---------------------- | -------- | ------ |
| 2021年1月13日  | ぺこらんだむぶれいん！ | CVRD-020 | [ 73 ] |
| 2022年1月13日  | いいわけバニー         | CVRD-115 | [ 74 ] |
| 2022年7月18日  | ララララビット！！     | CVRD-181 | [ 75 ] |
| 2023年1月2日   | 全人類 兎化計画！      | CVRD-250 | [ 76 ] |
| 2023年10月30日 | 最強女神†ウーサペコラ  | CVRD-344 | [ 77 ] |

| 発売日         | タイトル            | 品番     | 出典   |
| -------------- | ------------------- | -------- | ------ |
| 2023年11月27日 | うさぎ the MEGAMI!! | CVRD-361 | [ 78 ] |

### ホロライブファンタジー / HOLOLIVE FANTASY
| 発売日         | タイトル                 | 品番     | 出典   |
| -------------- | ------------------------ | -------- | ------ |
| 2021年11月22日 | いんたらくとふぁんたじあ | CVRD-091 | [ 79 ] |
| 2024年3月31日  | REALITY FANTASY          | CVRD-402 | [ 80 ] |

### hololive IDOL PROJECT
| 発売日        | タイトル                                            | 品番     | 出典          |
| ------------- | --------------------------------------------------- | -------- | ------------- |
| 2021年2月11日 | Dreaming Days                                       | CVRD-028 | [ 81 ]        |
| 2022年8月19日 | 飛んでK！ホロライブサマー                           | CVRD-199 | [ 82 ]        |
| 2022年8月22日 | ホロメン音頭                                        | CVRD-200 | [ 83 ]        |
| 2024年3月7日  | Capture the Moment                                  | CVRD-396 | [ 84 ]        |
| 2024年3月15日 | ホロライブ言えるかな？hololive SUPER EXPO 2024 ver. | CVRD-406 | [ 85 ]        |
| 2025年7月10日 | 藍染サマータイム!!                                  | CVRD-598 | [ 86 ] [ 87 ] |

| 発売日        | タイトル | 品番     | 出典   |
| ------------- | -------- | -------- | ------ |
| 2021年4月21日 | Bouquet  | HOLO-001 | [ 88 ] |

### その他の参加楽曲
| 発売日         | タイトル                             | アーティスト                                                     | 品番        | 出典   | 備考                   |
| -------------- | ------------------------------------ | ---------------------------------------------------------------- | ----------- | ------ | ---------------------- |
| 2020年11月21日 | ぺこみこ大戦争！！                   | REDALiCE feat. 兎田ぺこら&さくらみこ                             | MAQLT-00322 | [ 89 ] | 『WACCA』コラボ曲      |
| 2020年12月18日 | Hacha-Mecha ミラクル                 | 湊あくあ、大空スバル、兎田ぺこら                                 | CVRD-015    | [ 90 ] | 『カレーメシ』コラボ曲 |
| 2023年9月29日  | DODEKAMBITIOUS                       | ドデカルテット（大空スバル、さくらみこ、猫又おかゆ、兎田ぺこら） | CVRD-335    | [ 91 ] |                        |
| 2023年12月16日 | ブライダルドリーム                   | 兎田ぺこら、宝鐘マリン                                           | CVRD-368    | [ 92 ] |                        |
| 2023年12月28日 | HIDE & SEEK 〜なかよくケンカしな！〜 | ハコス・ベールズ、兎田ぺこら                                     | CVRD-379    | [ 93 ] |                        |
| 2024年2月7日   | 水たまり                             | Blue Journey                                                     | UPCH-89552  | [ 94 ] |                        |

| 発売日        | タイトル                     | アーティスト          | 品番       | 参加楽曲 | 出典          |
| ------------- | ---------------------------- | --------------------- | ---------- | --- | ------------- |
| 2023年3月15日 | holo*27 Covers Vol.1         | holo*27               | TFCC-86897 | モッシュレース（さくらみこ、兎田ぺこら） | [ 95 ]        |
| 2023年9月6日  | 夜明けのうた                 | Blue Journey          | UPCH-20658 | ラブソングはいらない（白上フブキ、兎田ぺこら、雪花ラミィ） 不純矛盾（戌神ころね、兎田ぺこら、姫森ルーナ、博衣こより） 水たまり（Blue Journey） | [ 96 ] [ 97 ] |
| 2024年2月27日 | ほろはにヶ丘高校 -Originals- | hololive × HoneyWorks | HLP-10003  | ブライダルドリーム（兎田ぺこら、宝鐘マリン）                                                                                                   | [ 98 ] [ 99 ] |